# Barcella (jednotka)
Barcella je stará jednotka objemu používaná na Baleárách.

## Převodní vztahy
- 1 barcella = 11,72 l = 1/6 cuartera